# Cryptonchus tristis
Cryptonchus tristis is een rondwormensoort uit de familie van de Cryptonchidae.